# Urgulania
Urgulania (Roma, ... – Roma, ...; fl. 2 a.C.-28) è stata una nobildonna romana, nota per la sua amicizia con Livia Drusilla, che sfruttò per procurare il consolato a suo figlio Marco Plauzio Silvano e per dare in sposa sua nipote Plauzia Urgulanilla al nipote di Livia, il futuro imperatore Claudio.

## Biografia
Urgulania apparteneva alla gens di rango plebeo degli Urgulanii, una famiglia di antiche origini etrusche, ma di ben poco peso nella storia di Roma. Tuttavia, riuscì a sposare Marco Plauzio, membro di una gens sempre plebea ma decisamente più in vista, i Plautii. Da lui ebbe un figlio, Marco Plauzio Silvano, che sposò una Larcia ed ebbe tre figli, fra cui Silvano, e una figlia, Plauzia Urgulanilla.
Intorno alla data del matrimonio di suo figlio, Urgulania divenne amica intima di Livia Drusilla, moglie di Augusto. Grazie a questo legame, divenne influente al punto da garantire al figlio il consolato per l'anno 2 a.C. Allo stesso modo, riuscì ad assicurarsi che la sua unica nipote, Plauzia Urgulanilla, sposasse uno dei nipoti di Livia, il futuro imperatore Claudio, cui diede un figlio e una figlia. Il matrimonio venne celebrato con l'elevazione del ramo famigliare di Plauzia, Urgulania inclusa, allo status patrizio. 
Secondo Tacito, la sua amicizia con Livia la pose al di sopra della legge: nel 16, Urgulania fu denunciata da Lucio Calpurnio Pisone Augure e, invece di recarsi in tribunale, andò da Livia, che rilasciò una dichiarazione in suo favore e chiese al figlio Tiberio, imperatore da due anni, di usare la sua guardia personale per costringere Pisone ad accettare di risolvere la cosa con un accordo privato, che si risolse col pagamento di una piccola somma. In un'altra occasione, a Urgulania fu permesso di rendere la sua testimonianza per un processo nella sua casa, alla semplice presenza di un pretore, piuttosto che davanti a tutti in tribunale, un privilegio non concesso neppure alle vestali. 
Urgulania era anche attenta a coltivare a sua volta l'amicizia di Livia e nel 24 organizzò per lei una sontuosa celebrazione del suo compleanno nella sua villa a Trebula Suffenas, l'unica che le fonti ricordino, che includeva un banchetto per i decurioni e i sodales e giochi di gladiatori per il popolo. Tuttavia, il 24 fu anche l'anno in cui il nipote di Urgulania, Silvano, fu messo sotto processo per aver ucciso sua moglie, Apronia, e per aver tentato di accusare della cosa la sua ex moglie, Fabia Numantina, parente di Augusto. Sapendo che Tiberio stesso lo reputava colpevole, Urgulania gli inviò un pugnale, invitandolo a suicidarsi piuttosto che affrontare l'onta del processo, cosa che il nipote fece. Lo scandalo fu anche uno dei fattori che portò, entro alcuni anni, al ripudio di Plauzia Urgulanilla e della loro figlia in arrivo da parte di Claudio. La celebrazione poteva essere quindi tanto una manifestazione d'affetto quando una manovra per ripulire il nome di famiglia e cercare di ricucire i rapporti con la famiglia imperiale. 
Urgulania morì in una data ignota dopo il 28. 